# Электроника Б3-24
Электроника Б3-24 — восьмиразрядный микрокалькулятор с естественной формой представления запятой. Выпускался с 1976 года. Калькулятор выполняет четыре арифметические операции:
-  операции с памятью;
- изменение знака числа;
- полуавтоматическое возведение в целую положительную степень;
- работа с константой. 
Буква «Б» в названии означает - бытовая техника», 3 (именно тройка, а не буква «З») — калькуляторы, 24 — последовательный номер модели.

## Технические характеристики
Элементная база:
- Интегральная схема с большой степенью интеграции (БИС) на МОП структурах К145ИК12;
- Дисплей: индикатор на светоизлучающих диодах АЛС318;
- Клавиатура: 20 клавиш;
- Питание: батарейки типа AA 4х1.5В или от блока питания;
- Корпус: пластиковый;
- Мощность, мВт: не более 450;
- Габариты, мм: 158 х 86 х 36;
- Масса, кг: 0,4.[источник не указан 2774 дня]

## Модификации
Выпускался также микрокалькулятор «Электроника Б3-24Г», но он не являлся модификацией Б3-24, потому что имел другую логику вычислений и был основан на микросхеме К145ИП11. 

## Фотографии
|  |  |  |  |

Сохранившийся экземпляр датирован «1976 год». Включить не удалось.
По некоторым сведениям он выполнен в корпусе калькулятора «Электроника Б3-09М».
На фотографиях представлен образец калькулятора «Электроника Б3-24» с пометкой «Опытный» в руководстве.
По какой-то причине номера различны, но инструкция досталась именно с этим калькулятором, возможно это была первая малая партия образцов данного калькулятора, и сохранился калькулятор № 034 и инструкция от калькулятора № 514.